# Rasbora cephalotaenia
Rasbora cephalotaenia är en fiskart som först beskrevs av Pieter Bleeker 1852.  Rasbora cephalotaenia ingår i, och är typart för, släktet Rasbora och familjen karpfiskar. Inga underarter finns listade i Catalogue of Life.